# Pablo Martínez Martínez
Pablo Martínez Martínez (Madrid, España, 3 de septiembre de 1971) es un exjugador de baloncesto español que ocupaba la posición de base.

## Biografía
Perteneciente a una gran saga de baloncestistas, es hijo de Juan Antonio  Arroyo, sobrino de Manuel, Fernando y Luis, y hermano de Gonzalo Martínez, todos ellos jugadores del Club Baloncesto Estudiantes.

## Historial
- Cantera Estudiantes.  España
- 1989-95 ACB. Estudiantes Caja Postal.  España
- 1995-97 ACB. Cáceres CB.  España
- 1997-98 ACB. CB Ciudad de Huelva.  España
- 1998-99 LEGA. Carne Montana Forli.  Italia
- 1999-00 LNB. SB Le Mans.  Francia

## Palmarés
- 1988-89 Campeonato de España Juvenil. CB Estudiantes. Campeón
- 1991-92 Copa del Rey. Estudiantes Caja Postal. Campeón
- 1991-92 Liga Europea. Estudiantes Caja Postal. Semifinalista
- 1996-97 Copa del Rey. Cáceres CB. Subcampeón